# 平山優 (バドミントン選手)
平山 優（ひらやま ゆう、1985年7月25日 - ）は、実業団である日本ユニシス所属のバドミントン選手である。宮城県塩竈市出身。聖ウルスラ学院英智中学校・高等学校、早稲田大学を卒業。身長163cm、血液型はO型。

## 人物・来歴
七十七銀行所属のバドミントン選手、平山愛の妹で、姉が通っていたスポーツ少年団（塩釜ジュニア）についていき、9歳からバドミントンを始める。
高校2年生当時の2002年のインターハイのシングルスでは一つ上の学年の廣瀬栄理子を破り優勝した。3年時の翌2003年の大会では、1学年下の今別府香里に敗れ準優勝となった。その後の全日本総合選手権決勝では実業団所属の森かおりに1点差にまで迫る健闘を見せ、高校生ながら準優勝を成し遂げた。高校在学中にバドミントンの日本ランキング1位になっている。
早稲田大学への進学後も日本代表選手（ナショナルチーム）として活躍。左足かかとのケガ（足底筋膜炎）で伸び悩んだ時期もあったが、全日本学生バドミントン選手権大会で2連覇を達成する。
2008年に大学を卒業後、新設された日本ユニシス女子バドミントンチームに入部した。2011年の日本リーグを最後に引退。

## プレースタイル
高校時代からのスピードとカットが持ち味。

## 主な戦歴

### 国内試合
- 1999年
  - 全国中学校バドミントン大会 女子ダブルス 第3位
- 2000年
  - 全国中学校バドミントン大会 女子シングルス 第3位
- 2002年
  - 全国高等学校総合体育大会バドミントン競技大会（インターハイ） 女子シングルス 優勝
  - 全日本ジュニアバドミントン選手権大会 女子シングルス 準優勝
- 2003年
  - 全国高等学校選抜バドミントン大会 女子シングルス 優勝
  - 全国高等学校総合体育大会バドミントン競技大会（インターハイ） 女子シングルス 準優勝
  - 全日本ジュニアバドミントン選手権大会 女子シングルス 優勝
  - 全日本総合バドミントン選手権大会 女子シングルス 準優勝
- 2005年
  - 全日本学生バドミントン選手権大会（インカレ）女子シングルス 優勝
- 2006年
  - 全日本学生バドミントン選手権大会（インカレ）女子シングルス 優勝
- 2007年
  - 全日本学生バドミントン選手権大会（インカレ）女子シングルス 準優勝
- 2008年
  - 日本ランキングサーキット 女子シングルス 第3位
- 2009年
  - 全日本社会人バドミントン選手権大会 女子シングルス 準優勝
  - 全日本総合バドミントン選手権大会 女子シングルス 準優勝

### 国際試合
- 2003年
  - オランダジュニア 女子シングルス 優勝
  - ドイツジュニア 女子シングルス 第3位
  - マレーシアサテライト 女子シングルス 第3位
- 2005年
  - 全英オープン 女子シングルス ベスト16
- 2006年
  - 全英オープン 女子シングルス ベスト16
  - ユーバー杯（国別対抗世界選手権）日本代表 団体ベスト8
  - ヨネックスオープンジャパン 女子シングルス ベスト16
- 2007年
  - 日本ランキングサーキット 女子シングルス 優勝
  - フィリピンオープン 女子シングルス ベスト8
  - ベトナムオープン 女子シングルス ベスト8
- 2008年
  - マレーシアオープン 女子シングルス ベスト8
  - 全英オープン 女子シングルス ベスト8
  - アジア選手権 女子シングルス ベスト8
- 2009年
  - スウェーデン国際 女子シングルス 優勝
  - インドオープン 女子シングルス 第3位
  - ビットブルガーオープン シングルス 準優勝
- 2010年
  - 大阪インターナショナルチャレンジ シングルス 第3位